# Anne-Louise Lambert
Anne-Louise Lambert, född 21 augusti 1955, är en australisk skådespelare, internationellt mest känd som den änglalika Miranda i Peter Weirs Utflykt i det okända 1975.
Hon har sedan dess även medverkat i ett flertal australiska TV-produktioner och filmer och spelade 1982 en av huvudrollerna i Peter Greenaways uppmärksammade film Tecknarens kontrakt (The Draughtsman's Contract).

## Filmografi i urval
- 1975 - Utflykt i det okända
- 1978 - Mot alla vindar (miniserie)
- 1981 - The Borgias (miniserie)
- 1982 - Tecknarens kontrakt
- 1986 - The Return of Sherlock Holmes (TV-serie)